# 20048 Alfianello
20048 Alfianello este o planetă minoră (asteroid), cu un diametru de 6,42 km, din centura de asteroizi. A fost descoperită pe 17 martie 1993 la Observatorul La Silla de Uppsala–ESO Survey of Asteroids and Comets⁠(d). 
Obiectul prezintă o orbită caracterizată de o semiaxă mare de 2,7073328 UAi, o excentricitate de 0,09, o înclinație de 9,4273 ° în raport cu ecliptica.